# Basename
basename je  standardní UN*Xový počítačový program. Je-li programu basename dán jako argument řetězec představující cestu, tento odstraní z řetězce předponu až k poslednímu znaku ‚/‘. Tento příkaz je popsán v Single UNIX Specification a je používám především neinteraktivně v shellových skriptech.

## Použití
Podle Single UNIX Specification  je použití basename následující:
```
basename string [suffix]
```

string
je cesta
suffix
nepovinný parametr, je-li zadán, říká, že patřičná přípona má být také umazána

## Příklad
```
$ basename /usr/home/jsmith/basename.wiki ki
basename.wi
```

## Efektivita
Vzhledem k tomu, že basename dokáže najednou zpracovat jen jednu cestu, jeho
použití ve vnitřních cyklech shellových skriptů může být brzdou. Uvažujme příklad
```
while read file; do
  basename "$file"
done < 
some-input
```

V tomto příkladu se v každé iteraci cyklu, tedy pro každou řádku vstupu, musí spouštět nový proces. V takovém případě je lepší použít raději sed:
```
sed 's/.*\///' < 
some-input
```